# 闪婚
闪婚，即“闪电结婚”的简称，是指情侣在恋爱后不久，甚至认识很短时间内就迅速结婚。有些人戏称闪婚是“情感快餐”。
闪婚的对应词是闪离，即“闪电离婚”。

## 常见成因
闪婚的具体原因很多，但往往集中于以下四种：
1. 与其耗费一生的时间去了解也未必完全了解对方一切，而且真的很爱对方，所以不如来个速战速决，认准了就紧紧把握，正如有些特别投缘的人与人之间能一见如故，相交甚笃。
2. 奉子成婚——因为女方意外怀孕，迫于各方压力不得不迅速成婚。
3. 为了出国或其他利益目的而匆匆結婚（政治婚姻尤其常见）。
4. 酒醉閃婚-雙方酒醉冲动去封街求婚去戶政事務處辦登記結婚

## 常见结果
闪婚者，幸运的适合者会幸福相守一生；糟糕的不合者往往可能导致离婚，即闪离，最快的速度是认识一天之内闪婚闪离。
调查显示，闪婚的离婚率很高。